# Weserhütte
Eisenwerk Weserhütte Otto Wolff GmbH era una empresa alemanya de la indústria de construcció de plantes per a fàbriques i enginyeria mecànica amb seu a la ciutat de Bad Oeynhausen, Renània del Nord-Westfàlia (Alemanya) L'empresa va ser fundada l'any 1844 com a Eisenwerk Weserhütte, es va desenvolupar i va passar a formar part de la indústria armamentista alemanya durant la Segona Guerra Mundial. L'any 1987 l'empresa va fer fallida.

## Història
Els orígens de l'empresa es troben en la fundació de la ferreria Weserhütte l'any 1844 per Albrecht Emil Kuntze i Christian Friedrich Pottharst. L'empresa relativament petita va fer una quantitat modesta de peces de fosa, principalment olles, estufes i estris agrícoles. Després de la mort del fundador de l'empresa, Pottharst, les operacions es van ampliar amb una foneria, enginyeria mecànica i construcció de ponts. A principis dels anys 20 del segle xx, la fàbrica es va trobar amb dificultats financeres en diverses ocasions, seguides de reestructuracions i nous inversors.
Durant la Segona Guerra Mundial, Weserhütte va formar part de la indústria armamentista alemanya i va produir canons (canons antitanc i antiaeri), cotxes blindats i vehicles blindats de transport de personal. Part de la producció es va traslladar en una instal·lació U-Verlagerung (Untertage-Verlagerung Producció subterrània) proper a Wiehengebirge. Durant aquest període també es van utilitzar treballadors forçats. A causa de la producció d'armament, la planta i, per tant, també la ciutat de Bad Oeynhausen van ser bombardejades pels aliats poc abans que la ciutat fos ocupada per l'exèrcit nord-americà, en què molts empleats de la Weserhütte van perdre la vida. En el període de postguerra, la Weserhütte va ser posada a la llista dels nord-americans i britànics per al seu desmantellament. Els aproximadament 800 treballadors de la planta temien pels seus llocs de treball. Parts de les instal·lacions de la fàbrica van ser utilitzades pels Royal Electrical and Mechanical Engineers de la potència ocupant britànica per a un taller de reparació (4 Base Workshops REME) fins al 1958.
Tot i que l'empresa es va arruïnar en gran part després de la guerra, en les dècades següents va participar en el miracle econòmic alemany i, en els anys 50 i 60, va poder establir-se com una de les principals empreses alemanyes, al costat de competidors com Demag, Menck & Hambrock i Orenstein & Koppel. Especialment en la construcció d'excavadores, l'empresa va ocupar una posició de lideratge a nivell mundial. A més, també fabricava grans sistemes de cintes de transport, màquines per a argila pesada i màquines per a trituració dura. A la dècada de 1950, l'empresa donava feina a més de 2.000 persones i, per tant, va ocupar una posició de lideratge a l'est de Westfàlia.

## Fallida
El declivi de l'empresa va començar a principis dels anys setanta, de manera que cada cop es va haver de concentrar més en la construcció de plantes. El 1980 es va fusionar amb el fabricant de màquines Pohlig-Heckel-Bleichert Vereinigte Maschinenfabriken AG (PHB) per formar PHB Weserhütte AG (PWH). L'any 1987 l'empresa va fer fallida. L'Administrador concursal va vendre grans parts del negoci a Orenstein & Koppel. El procediment concursal es va concloure amb un acord forçosament conforme a la llei concursal. Això també va ser possible gràcies a la destacada posició de Wolff en el sector, ja que molts creditors volien estalviar a Wolff l'accés forçat als seus actius. El protagonisme de Wolff va fer del procés un dels més espectaculars de l'època.
L'arxiu fotogràfic de l'empresa va ser assumit per la fundació Rheinisch-Westfälisches Wirtschaftsarchiv l'any 2001